# Витязевка
Ви́тязевка (укр. Витязівка) — село в Кетрисановской сельской общине Кропивницкого района Кировоградской области Украины.
В 1935—1959 годах — административный центр Витязевского района. До 2020 года входило в Бобринецкий район
Население по переписи 2001 года составляло 1041 человек. Почтовый индекс — 27232. Телефонный код — 5257. Занимает площадь 2,397 км². Код КОАТУУ — 3520883201.
В селе родился Герой Советского Союза Денис Осадчий и Герой Социалистического Труда Односум (Односумов) Дорофей Тимофеевич.